# Tschirinkotan
Tschirinkotan (russisch Остров Чиринкотан; jap. 越渇磨島, Chirinkotan-tō) ist eine Vulkaninsel der russischen Kurilen. Tschirinkotan hat eine Fläche von 9 km² und liegt circa 30 Kilometer westlich von Ekarma, einer weiteren Kurileninsel vulkanischen Ursprungs. 
Die Insel mit einer maximalen Höhe von 724 Metern ist der Gipfel eines Schichtvulkans, der sich rund 3000 Meter über dem Meeresboden erhebt. Der Vulkan brach zuletzt 1986 und 2004 aus.